# &C
『&C』（アンド・シー）は、日本のシンガーソングライター・Chageの3枚目のオリジナル・アルバム。2010年11月3日にユニバーサルシグマより発売された。

## 解説
通常盤のみの1形態で発売。前作『アイシテル』からおよそ2年ぶりとなるオリジナル・アルバム。ASKAのセルフカバー・アルバム『君の知らない君の歌』と同時発売。
キャッチコピーは「エッジの効いたバンド・サウンドとChageの“美メロ体質”が共存した新たな名盤の誕生」。ゲスト・ミュージシャンとして久松史奈・村上啓介・西川進が参加している。アートディレクターは岡田京介。
アルバム・タイトルについて、Chageは「必ず誰かと一緒なんです。ソロ・アルバムだからって1人じゃない。それは共演するアーティストであり、聴いてくれるお客さんでもある。だから『&C』。そしてアルバム1曲目はこの曲だと決めました」と述べている。
アルバム発売に先駆けて、一般リスナーを参加対象とした先行試聴会が行われた。12月からは、ライブツアー『ChageLiveTour10-11 “まわせ大きな地球儀”』を開催。

## 収録曲
プロデュース：Chage・山里剛
| #         | タイトル                  | 作詞            | 作曲          | 編曲                     | 時間  |
| --------- | ------------------------- | --------------- | ------------- | ------------------------ | ----- |
| 1.        | 「&C」                    | 松井五郎        | Chage         | 村上啓介                 | 7:22  |
| 2.        | 「まわせ大きな地球儀」    | Chage           | Chage         | 西川進、皆川真人、戸谷誠 | 6:15  |
| 3.        | 「Knockin' On The Hill」  | Chage           | Chage         | 村上啓介                 | 5:28  |
| 4.        | 「ふわり」                | Chage           | 西川進        | 西川進                   | 5:01  |
| 5.        | 「手を握った」            | 實川翔          | 村上啓介      | 村上啓介                 | 3:37  |
| 6.        | 「春の雪」                | Chage           | 西川進        | 西川進                   | 5:01  |
| 7.        | 「All You Need Is Live」  | Chage、久松史奈 | Chage、西川進 | 西川進                   | 5:02  |
| 8.        | 「無敵の海へ The Fishes」 | 松井五郎        | Chage         | 西川進                   | 5:22  |
| 9.        | 「永遠の謎」              | 青木せい子      | CHAGE         | 十川ともじ               | 5:41  |
| 10.       | 「Windy Road 2010」       | 澤地隆          | Chage         | 村上啓介                 | 7:12  |
| 合計時間: | 合計時間:                 | 合計時間:       | 合計時間:     | 合計時間:                | 56:01 |

## 楽曲解説
1. &C
アルバムタイトル曲。ドラム・パターンを鳴らしながら作っていき、"C"から始まるワードを並べていったという。
それらのワードは、久松史奈のラップによって羅列されている。
詞は松井五郎だが、タイトルの「&C」はChageの考案によるものである。
2. まわせ大きな地球儀
2010年10月6日に発売されたシングル曲。
3. Knockin' On The Hill
タイトルは、ビートルズの曲「The Fool On The Hill」をもじったものである。
詞の内容は少年と少女のラブソング。Chageは「丘の上にポツンと家があって、例えばそこに僕が住んでいて、時が経って、僕もいなくなってしまうけれど、誰かがその家のドアを叩くと、僕のDNAを受け継いだ人がそこにいるっていう、輪廻みたいなものをテーマに作りました」と述べている。
4. ふわり
福岡市広報番組であるTNCテレビ西日本『ふくおか ツボ・Labo』、FBS福岡放送『ふくおか わかるTV』テーマ曲。
当初のタイトル表記は「fu・wa・ri」であった。
愛する人が亡くなるという悲しいシチュエーションの曲だが、新たに生まれてくるものもあり、つづいていくことの尊さもあることを歌の行間に込めたという。
5. 手を握った
2000年に発売された村上啓介のアルバム『SOLO TWO -手をにぎった-』収録曲のカバー。
Chage・村上・久松の3人で歌っている。
6. 春の雪
UKサウンドのマイナーロックに、日本の昭和歌謡をイメージした歌詞をのせた曲。
7. All You Need Is Live
タイトルはザ・ビートルズの「All You Need Is Love」をもじったもの。
サビ部分はすべて久松が歌っている。
8. 無敵の海へ The Fishes
2010年10月6日に発売されたシングル「まわせ大きな地球儀」のカップリング曲。
9. 永遠の謎
2008年に発売したアルバム『アイシテル』収録曲の別バージョン。
原曲は13年ほど前に存在しており、Chageがそのとき録音された音源も気に入っていたので、それを一部修正し、久松のボーカルと村上のギターを重ねて収録したものである[6]。
ドラムはMr.Childrenの鈴木英哉が演奏している。
10. Windy Road 2010
MULTI MAXとして1991年4月12日に発売したシングル曲のセルフカバー。
バンド・スタイルのライブをやるなら、この曲は演奏することになるだろう。それなら、今回のメンバーでこの曲を収録したいなと思い再レコーディングした。
Chageは「もともと湾岸戦争のときに作った曲で反戦歌を意識して作ったんだけど、時代を越えた今は世界平和を思いながら歌いました」と述べている。

## 参加ミュージシャン
- 久松史奈：Vocal, Rap, Harmonica
- 村上啓介：Vocal, E. Guitar, A. Guitar, Bouzouki, Percussions, Piano
- 西川進：E. Guitar, A. Guitar, Gut Guitar, Bass, Banjo, Mandolin
- 一ノ瀬久：Drums (#1, #3 - #7, #10)
- 小島剛広：Bass (#1, #3 - #7, #10)
- 小林哲也：Organ (#4, #8), Wutlitzer (#4, #5), Piano (#9)
- 鶴谷智生：Drums (#2)
- 河村“カースケ”智康：Drums (#8)
- 鈴木英哉 (Mr.Children)：Drums (#9)
- 美久月千晴：Bass (#8)
- 上田ケンジ：Bass (#9)
- 戸谷誠：E. Guitar (#2)
- 皆川真人：Keyboard (#8)
- 中山信彦：Programming (#2 - #8)
- 山岡広司：Programming (#1, #10)
- 十川ともじ：Programming (#9)
- 小笠原学：Programming (#8, #9)
- 大友幸太郎：Bass Clarinet (#4)
- 渡辺等：Cello (#5)
- Komazawa Choir：Chorus (#7, #10), Clap (#3)